# 重庆两极虫
重庆两极虫（学名：[Myxidium chongqingense] 错误：{{Lang}}：文本有斜体标记（帮助））为两极科两极虫属的动物。在中国，分布于四川等，营寄生生活，寄生在鲤的鳃。